# Exposición Panamá-California
La Exposición Panamá-California fue una exposición celebrada en San Diego, California entre el 9 de marzo de 1915 y 1 de enero de 1917. La exposición celebraba la apertura del Canal de Panamá, y fue pensada para promocionar la ciudad de San Diego como el primer puerto de escala de los EE. UU. para los barcos que viajasen al norte después de pasar en dirección oesteel canal. La feria se llevó a cabo en lo que ahora es el gran Parque Urbano de Balboa.

## Diseño

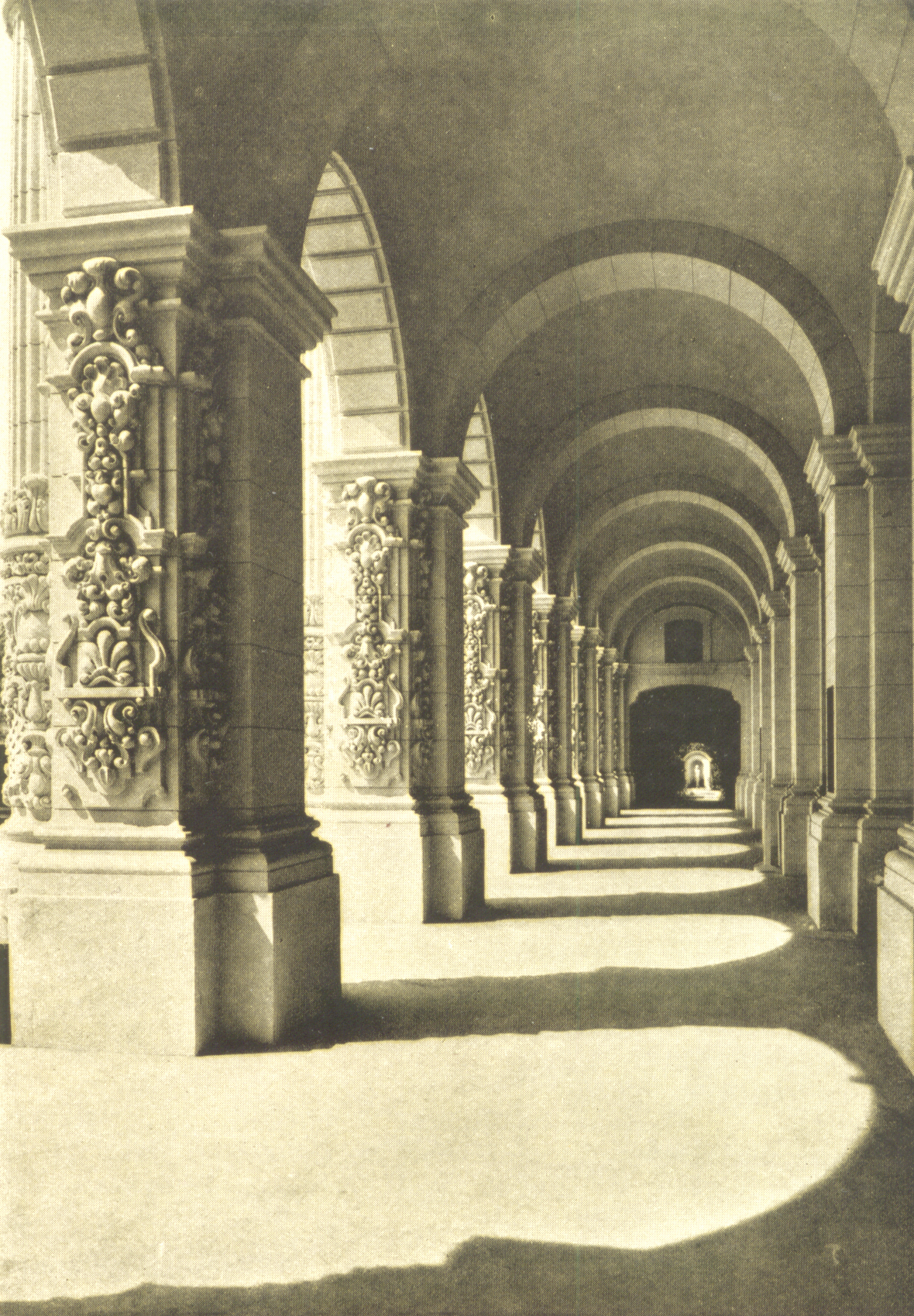
Los edificios principales tenían arcadas, como esta, decorando el edificio de los Estados Unidos

El coronel DC Collier, en aquel momento referido a menudo como el mayor inversionista de San Diego, fue el mayor responsable del éxito de la exposición. Fue él quien seleccionó la ubicación del parque de la ciudad y de la Misión Española. Collier recibió el encargo de dirigir la exposición en la dirección correcta, asegurando que cada decisión refleja su visión de lo que la exposición logrará. Collier dijo una vez “El propósito de la Exposición Panamá-California es ilustrar el progreso de la raza humana, no para la exposición, sino de una contribución permanente al progreso del mundo”.
El arquitecto de Nueva York Bertram Goodhue fue elegido como arquitecto principal. 
Goodhue aconsejó el uso de la arquitectura colonial española más variada, y vio la exposición como una oportunidad para crear una ciudad de fantasía. El estilo empleado en la Exposición nunca fue común en San Diego antes. En contraste con las paredes desnudas, unas ricas decoraciones se utilizarían con influencias de la arquitectura mexicana y española, incluidos sus matices musulmanes y persas. El diseño fue intencionalmente en contraste con la mayoría de las exposiciones anteriores, que se había hecho en estilo neoclásico con grandes edificios en torno a grandes espacios simétricos. Esta decoración temporal del parque fue creado con unos espacios amplios y numerosos senderos, espacios pequeños, y los jardines. La ubicación se trasladó también de una pequeña loma a un área más grande y más abierto, la mayoría de los cuales estaba destinado a ser reclamado por el parque como los jardines.

## Sitio

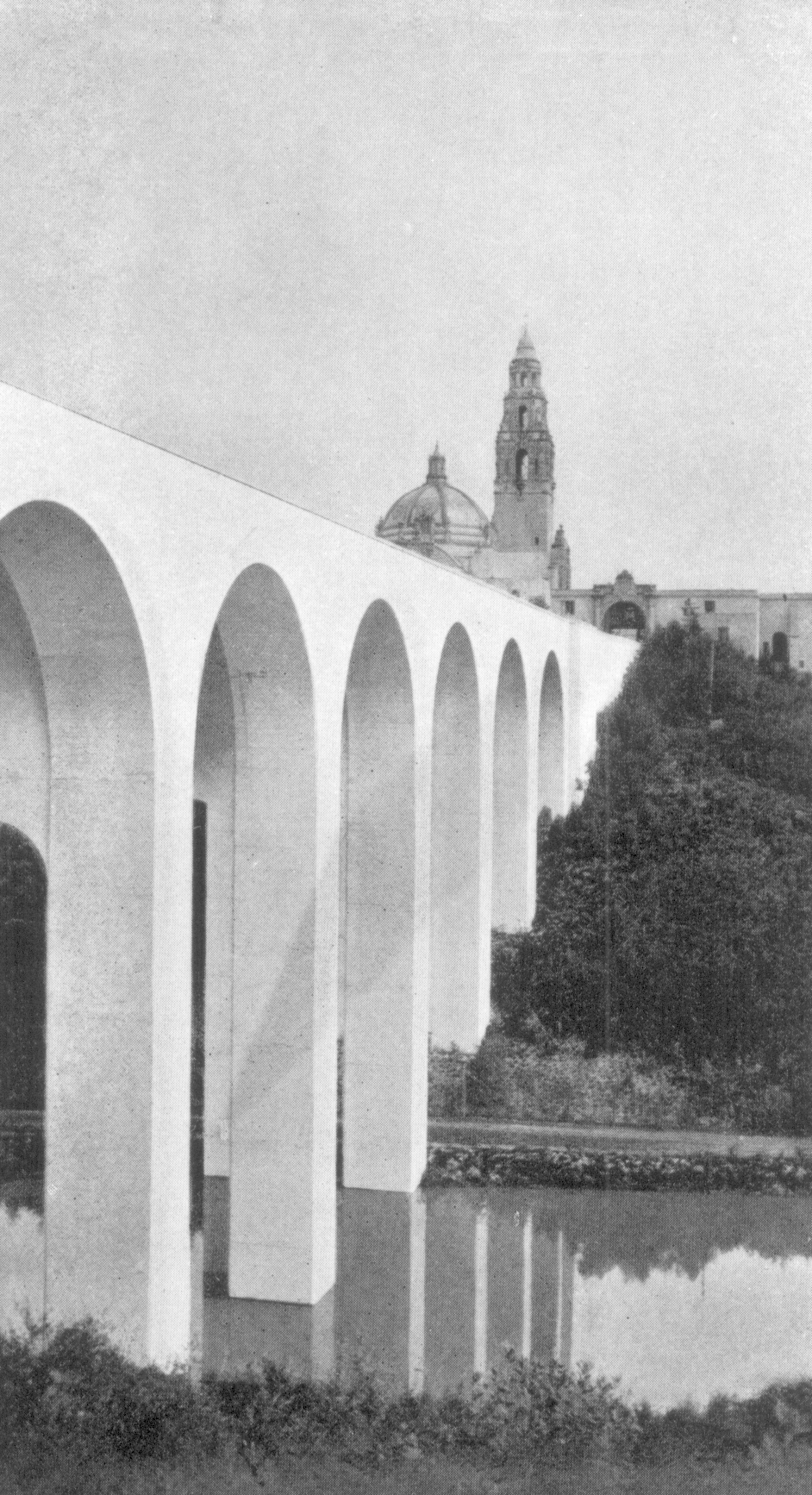
Puente de Cabrillo

El Puente Cabrillo fue construido para expandirse, y su aspecto de terminar en el extremo oriental en un gran montón de edificios sería el quid de toda la composición. Este diseño y el puente estaban destinados a permanecer como un núcleo central permanente de la ciudad
El núcleo de la feria fue la Plaza de California (California Cuadrilatero), un recinto de la galería que a menudo contiene bailarinas españolas y cantantes, donde tanto el puente como el Padro se aproximan.
El Edificio Estado de California y el Edificio Bellas Artes enmarcados en la plaza, que estaba rodeada por tres lados por las salas de exposición establecidos en una galería en el piso inferior.

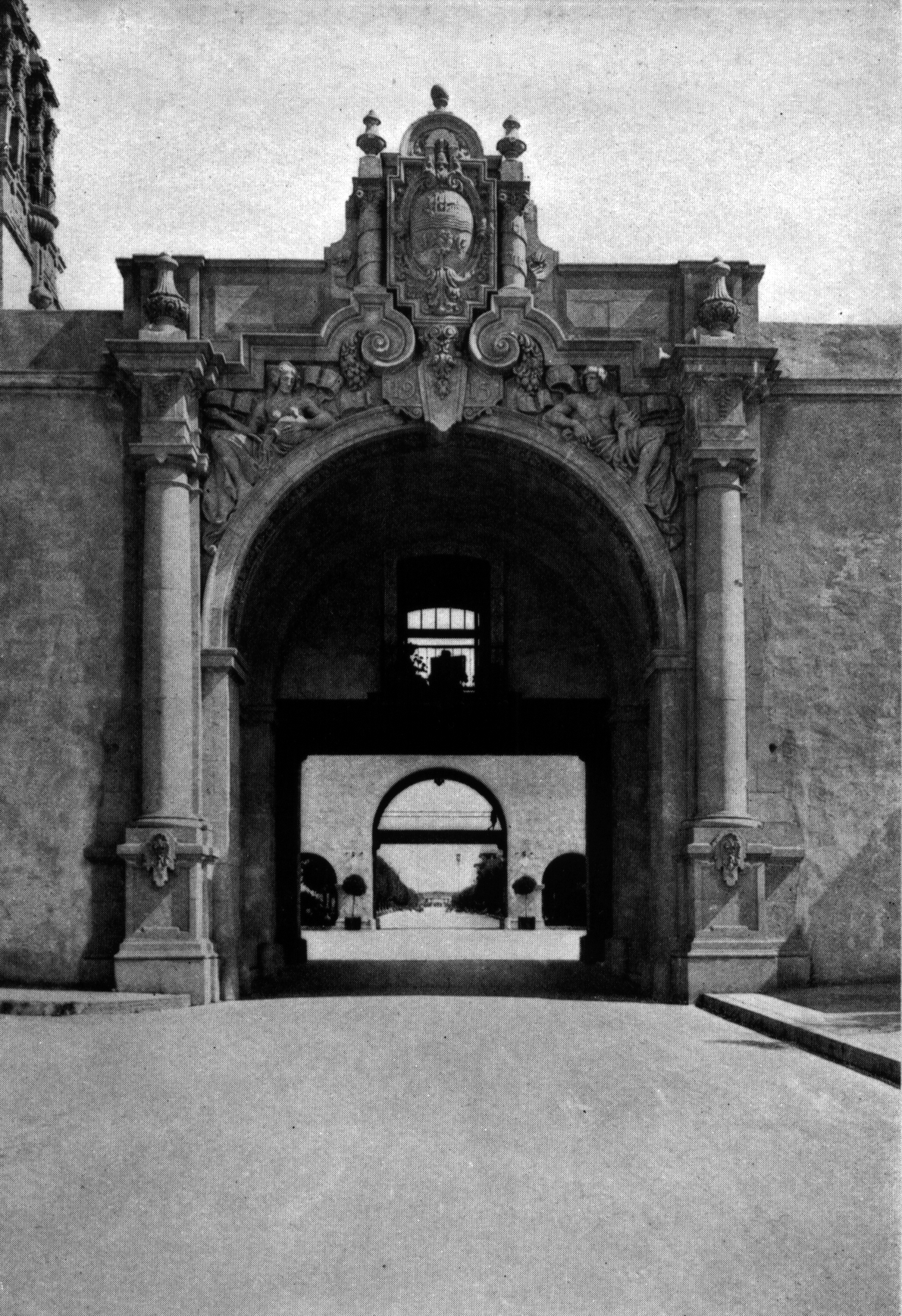
Portal Oeste

Había tres entradas al sitio, en el oeste, norte y este. El Portal del Este se acercó a la unidad y la liquidación de tranvía de la ciudad a través de la parte sur del Parque. Desde el oeste, la entrada del largo puente fue marcada con plantas y condujo directamente a la Puerta Oeste.

## Transformación de un Parque
El puente, la cúpula-torre del Edificio del Estado de California y las zonas bajas del Edificio de Bellas Artes fueron diseñado para permanecer como edificios permanentes.
El edificio Botánico protege las plantas tropicales, mientras que el Gran Órgano programa conciertos al aire libre en su auditorio. La arquitectura de los “edificios temporales” la cual fue reconocida, en Goodhue como “esencialmente la estructura de la fábrica de un sueño – para soportar sino para producir un efecto meramente temporal. Debe preverse que, después de la moda que ofrece decorados de teatro – la ilusión es una realidad.” 
El pavo real y el faisán caminan por el recinto de la feria.

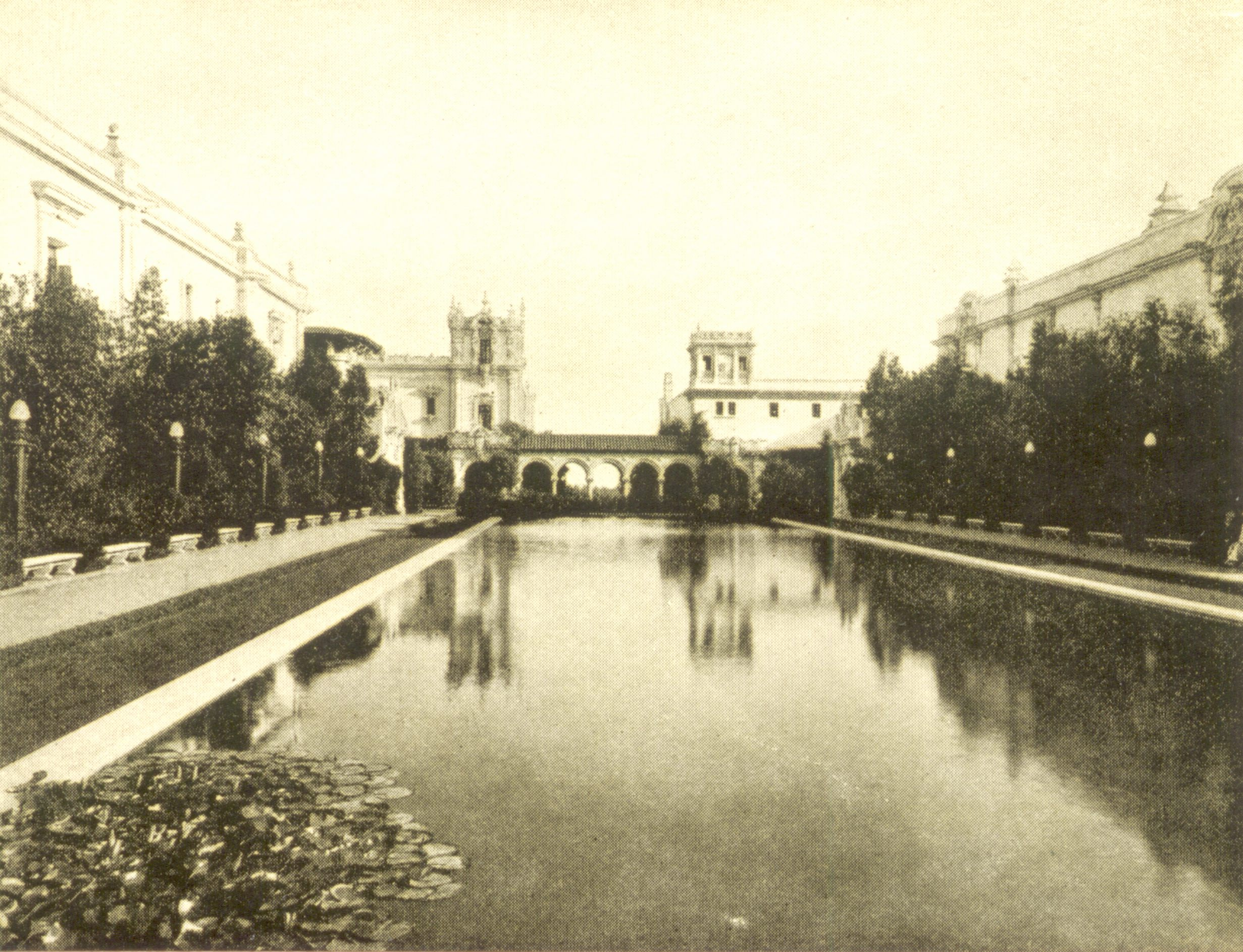
La Laguna de Las Flores

## Edificios permanentes
Los edificios permanentes que aún están en pie son:

### Laguna de Las Flores
Edificio Botánico, una de las estructuras cubierta con los soportes más largos en existencia en aquel entonces, donde se encuentra una rara colección de plantas tropicales y semi-tropicales. Es bien atrás del Museo del Prado tras la larga piscina La Laguna de las Flores.

### Campanario de California
terminado en 1914, mide exactamente doscientos pies de altura hasta la cima de la veleta de hierro, que tiene forma de un barco español.

### Edificio del Estado de California
Terminado el 2 de octubre de 1914, el cual ahora es la casa del Museo del Hombre de San Diego. El diseño estaba inspirado en la iglesia de San Diego en Guanajuato, Estado de México.
La escultura del frontispicio por Furio y Attilio Piccirilli incluye muchos caracteres de la historia local. Empezando con el Padre Junípero Serra y siguiendo con los bustos de Carlos V y Felipe II de España. Al lado de la ventana están el navegador español Sebastián Vizcaíno y Juan Rodríguez Cabrillo, quien en 1542 fue el primer hombre blanco en pisar la costa oeste de los Estados Unidos. Los nichos más pequeños están ocupados por el Padre Franciscano Luis Jayme, el primer mártir de la época de la Misión y el Fray Antonio de la Ascensión, historiógrafo carmelita quien acompañó a Vizcaíno. Justo encima están los bustos de George Vancouver, el primer navegante inglés en entrar en el puerto de San Diego, y Gaspar de Portola, el primer Español Gobernador de California. Un escudo de armas de los Estados Unidos es el que sella la parte superior de Serra, mientras que los de México, España y Portugal también sellan el frontispicio. 
Las enormes ventanas de parteluz crucero están decoradas en su exterior con ricos marcos de estilo Churrigueresco. El sello heráldico del estado y el lema “Eureka” están por encima y por debajo de las ventanas. El ornamento del edificio fue modelado por Horation y Thomas Piccirilli, las piedras fueron ejecutadas en San Diego. La gran cúpula centras está rodeada con el lema “Terram Frumenti Hordei, ac Vinarum, in qua Ficus et Malogranata et Oliveta Nascuntur, Terram Olei ac Mellis”, (una tierra de trigo, cebada, vinos, higueras y granado; una tierra de aceite de oliva y miel) desde la Vulgatade San Jerónimo. 
La Capilla de San Francisco de Asís (lado sur del Edificio Bellas Artes); ahora la Capilla de San Francisco es operada por el Museo del Hombre. El rededos es el jefe de la gloria de la capilla, a la derecha de la estatua tallada de la Virgen y los Niños es una efigie que representa a San Diego de Alcalá, el nombre santo de la ciudad y para conmemorar las primeras misiones jesuitas en Arizona a la izquierda aparece un Jesuita santo desconocido. Aunque no consagrada, se utiliza para ceremonias y bodas.
El Edificio Bellas Artes (en el lado sur de la Plaza de California) es ahora parte del Museo del Hombre.

### Pabellón de Órgano Spreckels
El Pabellón de Órgano Spreckels (dedicado el 31 de diciembre de 1914).
La feria dejó una marca permanente en San Diego en el desarrollo del Parque de Balboa. Hasta ese momento, el parque había sido principalmente espacio abierto. Pero con la jardinería y construcción hecha por la feria del parque este fue permanentemente transformado y es ahora mayormente un centro cultural, la casa de muchos museos importantes en San Diego. La exposición también dio lugar a la posible creación del ahora mundialmente conocido Zoológico de San Diego en el parque el cual surgió para la exposición de animales exóticos abandonados.
William de Leftwich Dodge pintó murales en la exposición.

## Enlaces externos

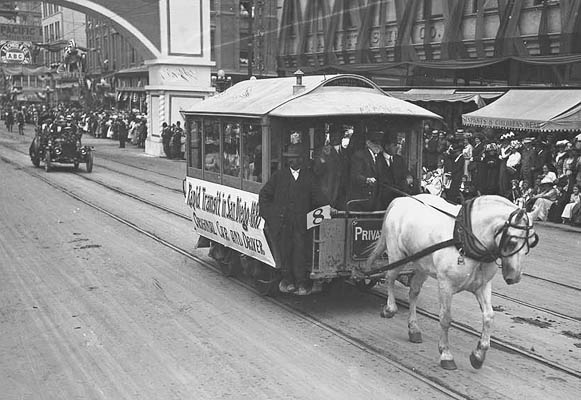
An 1886 horse-drawn streetcar in a parade celebrating the groundbreaking of the Exposition in 1911. Electric streetcars were used for normal service.